# 吴晓铃
吴晓铃（1914年—1995年），男，辽宁绥中人。中國学者，研究领域包括文献学、语言学、梵文及印度文学的翻译和中国古典戏曲、小说。著有《中国文学史》(古代部分，合作)，校订注译剧作《西厢记》、《关汉卿戏曲集》、《话本选》、《大戏剧家关汉卿杰作集》，译著小说《小泥车》、《龙喜记》等。

## 《红楼梦》研究
梦稿本《红楼梦》手抄本先由北京的文苑斋书店购买到，先后请吴晓铃和范宁等学者鉴定；据据范宁讲，受吴晓铃所托，北京中国书店文苑斋门市部的一位七十多岁的闫老汉给他送来一部抄本《红楼梦》。吴晓铃对庚辰本也很熟悉，和藏书人有直接或者间接接触。吴晓铃自己还藏有多个红楼梦抄本，其中包括著名的舒序本。吴晓铃死后，此本捐藏北京图书馆。